# Grazielanthus arkeocarpus
Grazielanthus arkeocarpus là một loài thực vật có hoa trong họ Monimiaceae. Loài này được Peixoto & Per.-Moura mô tả khoa học đầu tiên năm 2008.